# Las Flores (Valladolid)
El Barrio de Las Flores es un barrio de la ciudad de Valladolid que limita al norte con la carretera de Villabáñez (junto al polígono de Casasola), al sur por el camino de Hornillos, al este con el barrio Buenos Aires por la Ronda Este (VA-20), y al oeste por la futura variante ferroviaria de mercancías y la Ronda Exterior Este (VA-30). Tiene una población de 2.079 vecinos.

## Historia
Nació hace unos 50  años con la llegada a Valladolid de gente de los pueblos de alrededor que compraba allí un terreno para levantar su propia casa, la mayoría sin autorización. Solo en la última promoción de viviendas de la zona conocida como La Silleta se entregaron alrededor de 300 viviendas que harán que la población del barrio se incremente considerablemente. Actualmente el barrio tiene 2400 habitantes
En el año 2007 se concluyó la obra para dotar a la zona del barrio conocida como cuesta de las Flores de alcantarillado dado que carecía de este en pleno siglo XXI y los vecinos de determinadas calles tenían que hacer uso de fosa séptica.
En sus inmediaciones, en la zona colindante por el este con el final del barrio de Buenos Aires, el canal del Duero y la VA-30 se han construido los nuevos talleres de Renfe, el polígono de Casasola (que incluye un hotel y una gasolinera) y otras 3.000 viviendas. Por ahora, el barrio dispone de un centro cívico, cuatro bares y un par de tiendas de ultramarinos,  un consultorio médico en la calle Flor, un centro polivalente con biblioteca, un centro de mayores.  
En agosto de 2008 se comienza la polémica construcción de un parque junto a la calle la Flor, calle que se caracteriza por no tener salida y en la que viven hacinadas en viviendas gran cantidad de familias de etnia gitana. El parque viene a sustituir el antiguo campo de fútbol que había en la zona y que en los últimos años era utilizado por la mayoría de los habitantes de la calle la Flor (41°38′31″N 4°41′46″O / 41.6419413, -4.6962466) para depositar chatarra, basura y como aparcamiento de sus vehículos dando una imagen a la zona bastante pésima.
La reivindicación pedida para el año 2014 es el cubrimiento del antiguo frontón.

## Límites
Forma parte del distrito 6 de la ciudad junto con los barrios de Circular, Vadillos, Pajarillos, y el barrio de Buenos Aires. 
Los límites según el Ayuntamiento de Valladolid los marcan las calles: Calle Villabáñez, Calle Flor de Acebo, Calle Azalea, Calle Lilas, Calle Petunia, Calle Flor, Calle Geranio, Calle Nardo, Calle Santa Eulalia, Calle Villabáñez.